# ドレクスラー (駆逐艦)
| USS Drexler | |
| 艦歴        | |
| 発注        | |
| 起工        | 1944年4月24日 |
| 進水        | 1944年9月3日 |
| 就役        | 1944年11月14日                                                                                                   |
| 退役        | |
| 除籍        | |
| その後      | 1945年5月28日に戦没                                                                                              |
| 性能諸元    | |
| 排水量      | 2,200トン |
| 全長        | 376 ft 6 in (114.8 m)                                                                                            |
| 全幅        | 41 ft 1 in (12.5 m)                                                                                              |
| 吃水        | 15 ft 8 in (4.8 m)                                                                                               |
| 機関        | 2軸推進、60,000 shp (45 MW)                                                                                      |
| 最大速      | 34 ノット (63 km/h)                                                                                              |
| 航続距離    | 6,500 海里 (12,000 km) 15ノット時                                                                                |
| 兵員        | 士官、兵員336名                                                                                                  |
| 兵装        | 38口径5インチ砲6基 ボフォース40mm機銃12基 エリコン20mm機銃11基 21インチ魚雷発射管10基 爆雷軌条2軌、爆雷投射機6基 |

ドレクスラー(USS Drexler, DD-741)は、アメリカ海軍の駆逐艦。アレン・M・サムナー級駆逐艦の一隻。
艦名は名誉勲章の受章者ヘンリー・クレイ・ドレクスラー少尉に因む。

## 艦歴
ドレクスラーはメイン州バスのバス鉄工所で1944年4月24日に起工する。1944年9月3日にL・A・ドレクスラー夫人（ドレクスラー少尉の母親）によって命名、進水し、1944年11月14日にR・L・ウィルソン艦長の指揮下就役した。
就役後は1945年1月23日にバージニア州ノーフォークを出航し、空母ボノム・リシャール (USS Bon Homme Richard, CV-31) の護衛としてトリニダード島へ向かう。2月10日にサンディエゴに到着し、3日後真珠湾に向かい対空および艦砲射撃訓練を23日まで行う。その後ガダルカナル島およびウルシー環礁を経て、沖縄侵攻部隊の集結地域に向かうこととなった。
ドレクスラーは1945年3月27日にウルシー環礁を出航し、沖縄近海でレーダー・ピケット任務に就く。5月28日を迎えるまでの間、ドレクスラーは神風特攻機を3機撃墜し4機を撃破して、特攻の習性についてに熟知していると自認していた。5月28日7時ごろ、2機の特攻機がドレクスラーとロウリー (USS Lowry, DD-770) に突入する。この特攻機は、日本海海戦の勝利を祝った海軍記念日を期して繰り出された菊水八号作戦で出撃してきた機上作業練習機白菊で編成された特攻機であった。これらは雨雲を突き抜けて突撃してきた。ドレクスラーの乗組員からは、接近してくる白菊は時代遅れの練習機には見えず、操縦している操縦士も経験を十分積んでいるように見えた。
白菊一機目は両艦の砲撃および戦闘哨戒任務に当たっていた戦闘機の攻撃で撃墜した。二機目はロウリーへ突入しようとしたものの失敗し、ロウリーとドレクスラーの間に墜落するかに見えた。また、突入に失敗して反転飛行中に自爆していくようにも見えた。しかし、この特攻機は次の瞬間にドレクスラーの真正面方向から突入し、艦後部に突入してボイラー室と機械室をつなぐ蒸気パイプを破壊した。ドレクスラーは動力が全て停止し、10箇所にわたってガソリンによる大きな火災を生じた。大きな損傷にもかかわらずドレクスラーは砲撃を続け、敵機3機の撃墜に貢献した。しかし、艦内の乗員は閉じ込められ、外に出ていた何名かの乗員は衝撃で海中に放り出された。
7時3分、別の特攻機が炎上するドレクスラーの上部構造物に突入。ドレクスラーはすさまじい爆発が続き、右舷に傾斜。二機目の突入後一分に満たない時間、あるいは50秒も経たない時間で、北緯27度06分 東経127度38分 / 北緯27.100度 東経127.633度の海域で転覆の後、艦尾から沈没していった。短時間で沈没したため158名が死亡、艦長を含む52名が負傷した。ドレクスラーが沈んだ海域は油が漂い、そこには救助を待つ生存者と5インチ砲の空薬莢が散らばっていた。空薬莢が人間の頭のように見えたのか、救助艦艇は生存者捜索に少々難儀した。
ドレクスラーは第二次世界大戦の戦功で1個の従軍星章を受章した。